# ساری‌بخش
ساری‌بخش، روستایی است از توابع بخش مرکزی شهرستان گنبد کاووس در استان گلستان ایران.

## جمعیت
این روستا در دهستان سلطانعلی قرار داشته و براساس سرشماری سال ۱۳۸۵جمعیت آن ۱٬۵۳۶نفر (۳۱۶خانوار) بوده‌است.